# TTL (logika)
TTL (transistor-transistor-logic; tranzistorově-tranzistorová logika) je technologie logických integrovaných obvodů, vycházející z použití bipolárních křemíkových tranzistorů. Původní obvody technologie TTL používají napájecí napětí 5 V (± 0.25 až 0.5 V), z čehož vyplývá pro logickou jedničku napětí přibližně 5 V, pro logickou nulu napětí přibližně 0 V.

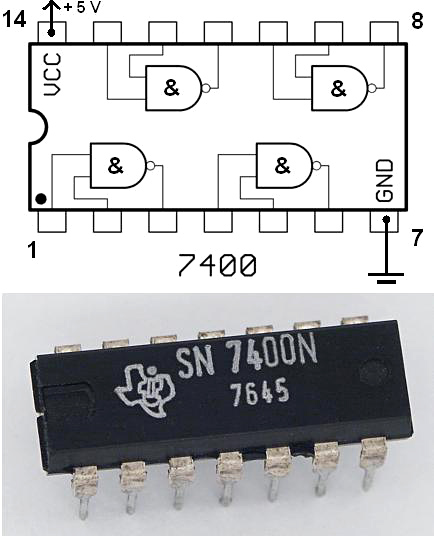
Schematická značka a provedení hradla 7400 firmy Texas Instruments

Napětí 0 V až 0,8 V se interpretuje jako logická 0, napětí 2 V až 5 V se interpretuje jako logická 1. Na výstupu by měl TTL nebo TTL kompatibilní obvod zajistit napětí pro logickou jedničku napětí 2,7 V až 5 V, pro logickou nulu 0 až 0,3 V.
Současná (2021) digitální logika většinou používá nižší napěťové hladiny (3.3 V; 2.5 V, 1.8 V i nižší).

## Historie
TTL logiku vynalezl v roce 1961 James L. Buie ze společnosti TRW, která ji označila za "zvláště vhodnou pro návrhy rozvíjející se technologie integrovaných obvodů." Původně byla technologie nazývaná TCTL (transistor-coupled transistor logic). První komerční TTL integrované obvody vyrobila v roce 1963 společnost Sylvania, jejíž součástky byly používala například řízená střela Phoenix. TTL logika získala popularitu díky řadě integrovaných obvodů 5400 a 7400 od firmy Texas Instruments. Řada 5400 z roku 1964 označovala obvody s teplotním rozsahem pro vojenské použití, řada 7400 z roku 1966 měla užší teplotní rozsah a používala levná plastová pouzdra.
Rodina obvodů 7400 od Texas Instruments se stala průmyslovým standardem. Kompatibilní součástky vyráběly firmy Motorola, AMD, Fairchild, Intel, Intersil, Signetics, Mullard, Siemens, SGS-Thomson, Rifa, National Semiconductor, a mnohé další dokonce i ve východním bloku (SSSR, NDR, PLR, Československo, Maďarsko, Rumunsko).
Termín "TTL" je používán pro mnoho následných generací bipolární logiky, které během 20 let postupně vylepšovaly rychlost a snižovaly spotřebu obvodů. Poslední zavedená rodina 74Fxx široce používaná v pozdních 90. letech se vyrábí až do současnosti (2019). Obvody 74AS/ALS byly zavedeny v roce 1985. Až do současnosti vyrábí Texas Instruments kompatibilní součástky. Jednotlivý TTL čip typicky integruje nanejvýše několik stovek tranzistorů. Funkce obsažené v jednom pouzdře se obecně pohybují od několika logických hradel až po mikroprocesorové "bitové řezy". TTL obvody byly důležité, protože jejich nízká cena dovolila ekonomicky využít digitální techniku v oblastech, které byly před jejím uvedením řešeny analogově.
V současnosti (2021) je přímou náhradou TTL logiky technologie HCT, která je postavená na unipolárních tranzistorech technologie CMOS. HCT obvody fungují se stejným napájecím napětím a na stejných vstupních a výstupních napěťových úrovních jako TTL, ovšem s nižší spotřebou a vyšší rychlostí.

## Implementace

### Základní TTL hradlo

Dvouvstupové TTL Hradlo NAND s jednoduchým výstupem (zjednodušené)

TTL vstupy jsou emitory bipolárních tranzistorů. Pro hradlo NAND jsou řešeny jako vstupy víceemitorového tranzistoru, který je funkčně ekvivalentní více paralelně řazeným tranzistorům s propojenými bázemi a kolektory. Na výstupu je tranzistor v zapojení se společným emitorem.
Pro TTL obvody se uvažuje napájení 5V, logická jednička jako napětí 2V až 5V, logická nula jako napětí 0 až 0,8V. Napětí 0,8V až 2V se považuje za "zakázané pásmo".
Když jsou na obou vstupech logické jedničky (pro TTL 2 až 5 voltů) je vstupní víceemitorový tranzistor zavřený, každý ze vstupů odebírá nízký "kolektorový" proud (přibližně 10µA). Proud, který teče přes bázi otevře výstupní tranzistor, který stáhne výstupní napětí k zemi, tj. na "logickou nulu".
Nezapojené vstupy jsou sice interpretovány jako logická 1, ale mohou přijímat vnější rušení. Každý vstup by měl být připojen na definovanou úroveň, nepotřebný podle funkce na konstantní 0, 1, nebo paralelně s jiným definovaným.
Když je na některém vstupu logická nula. To znamená, že je daný vstup přizemněný. V tomto případě proud vytéká z tohoto vstupu do země. V důsledku neteče proud přes bázi výstupního tranzistoru, který se zavře, takže je na výstupu napětí odpovídající logické jedničce.
Někdy se vypouští kolektorový rezistor výstupního tranzistoru, čímž vzniká výstup s otevřeným kolektorem. Spojením výstupů několika logických hradel a doplněním jednoho externího pull-up rezistoru pak vzniká "montážní AND". Příkladem takových obvodů jsou hradla 7401 a 7403. Otevřeným kolektorem lze někdy spínat vyšší napětí, např. 15V u obvodu 7426, což je užitečné pro spínání jiných než TTL zátěží.

### Posílení výstupu tranzistorovým totemem

Běžné TTL NAND hradlo s "totemovým" výstupem, tedy čtvrtina obvodu 7400

Zapojení bez totemového členu by vedlo k poměrně vysoké impedanci výstupu hradla, což omezuje počet logických vstupů zapojitelných na výstup (tzv. logický zisk).
Výhodou je nízká výstupní impedance, když je výstup v logické jedničce. Nevýhodou je snížení výstupního napětí v logické jedničce asi na 3,5 V.

## Řada 7400
Nejznámější řadou integrovaných obvodů TTL je řada 7400, kterou zavedla společnost Texas Instruments. Obvody řady 7400 lze přímo nahradit pomocí obvodů řady 5400, které jsou určené pro extrémní podmínky (mají větší rozsah pracovních teplot). Stejné označení přejaly i ostatní společnosti.

### Značení obvodů série 7400
| Výrobce | Řada | Technologie | Funkce | Další kódy výrobce |
| ------- | ---- | ----------- | ------ | ------------------ |
| SN      | 74   | LS          | 00     | N                  |

### Technologie obvodů řady 7400
Obvody 7400 se rozdělují podle použité technologie. Kromě obvodů TTL se v řadě 74 vyrábějí i obvody CMOS, které poznáme podle písmena C v označení technologie (např. 74HC00). Takové obvody nemusejí být propojitelné s obvody TTL, protože mohou mít jiné napěťové úrovně vstupů a výstupů. Obvody CMOS, které jsou propojitelné s obvody TTL, mají v označení technologie písmeno T (např. 74HCT00).
- Bipolar
  - 74 – "standardní" (tj. původní) TTL logika (již dlouho nepoužívaná) nemá písmena mezi prefixem "74" a číslem identifikujícím zapojení obvodu.
  - L – "Low power" (LP) – snížený příkon (Zvýšením hodnot některých rezistorů bylo dosaženo snížení spotřeby, ale i rychlosti. Nahrazena technologií LS.)
  - H – "High speed" – vysoká rychlost (přestaly se používat po zavedení řady S, používané v počítačích v 70. letech 20. století)
  - S – "Schottky" (logika využívající schottkyho diody, nepoužívá se)
  - LS – "Low Power Schottky" (nízkopříkonová logika s schottkyho diodami, ve skutečnosti často používá diodovou logiku (DTL) namísto víceemitorové TTL)
  - AS – "Advanced Schottky" (zdokonalená logika s schottkyho diodami)
  - ALS – "Advanced Low Power Schottky" (zdokonalená nízkopříkonová logika s schottkyho diodami)
  - F – FAST - "Fairchild Advanced Schottky TTL" (rychlejší než základní Schottky, podobné řadě AS)
- CMOS
  - C – "CMOS" – pracují při napájení 4-15V, podobně jako logické obvody řady 4000
  - HC – "High speed CMOS" (napájení 5V), rychlost srovnatelná s řadou LS, okolo 12ns
  - HCT – "High speed CMOS - TTL compatible", logické úrovně stejné jako standardní TTL
  - AC – "Advanced CMOS", rychlost obvykle mezi řadou S a F
  - AHC – "Advanced High-Speed CMOS", třikrát rychlejší než řada HC
  - ALVC – "Low voltage" – snížené napájecí napětí (1.65 až 3.3 V, tpd 2ns)
  - AUC – "Advanced Ultra-Low-Voltage CMOS" – snížené napájecí napětí (0.8 až 2.7 V, tpd<1.9ns@1.8 V)
  - FC – "Fast CMOS", rychlost podobná jako řada F
  - LCX – CMOS s napájením 3V, vstupy tolerují napětí 5V (vhodné pro spojování s 5V TTL logikou)
  - LVC – "Low voltage" – napájení 1.65 až 3.3V, vstupy tolerují napětí 5V (tpd<5.5ns při 3.3V, tpd<9ns při 2.5V)
  - LVQ – "Low voltage" – napájení 3.3V
  - LVX – "Low voltage" – napájení 3.3V, vstupy tolerují napětí 5V
  - VHC – "Very High Speed CMOS" (velmi rychlý CMOS) – výkon podobný jako řada 'S', technologie a příkon odpovídá CMOS
  - G – Velmi vysoké frekvence vyšší než 1 GHz, napájení 1.65V až 3.3V, vstupy tolerují 5V, tpd 1ns (vyrábí Potato Semiconductor)
- BiCMOS
  - BCT – BiCMOS, TTL kompatibilní logické úrovně, používá se pro budiče sběrnice
  - ABT – "Advanced BiCMOS" (zdokonalený BiCMOS), TTL kompatibilní logické úrovně, rychlejší než ACT a BCT